# Дигидрид плутония
Дигидри́д плуто́ния — бинарное неорганическое соединение
плутония и водорода
с формулой PuH2,
чёрные или серые кристаллы.

## Получение
- Плутоний заметно реагирует с водородом уже при комнатной температуре и быстро при нагревании:

{\displaystyle {\mathsf {Pu+H_{2}\ {\xrightarrow {150-300^{o}C}}\ PuH_{2}}}}

## Физические свойства
Дигидрид плутония образует чёрные или серые кристаллы кубической сингонии (гранецентрированная решётка), пространственная группа F m3m, параметры ячейки a = 0,5395 нм, Z = 4, структура типа фторида кальция.

## Химические свойства
- На воздухе довольно устойчив, при нагревании возгорается с образованием диоксида плутония, а в мелкодисперсном состоянии пирофорен. Реакция горения:

{\displaystyle {\mathsf {2PuH_{2}+3O_{2}\ {\xrightarrow {150^{o}C}}\ 2PuO_{2}+2H_{2}O}}}
- При нагревании продолжает реагировать с водородом с образованием тригидрида плутония и промежуточных соединений PuH2+x:

{\displaystyle {\mathsf {2PuH_{2}+H_{2}\ {\xrightarrow {200^{o}C}}\ 2PuH_{3}}}}
- При нагревании в азоте образует нитрид:

{\displaystyle {\mathsf {2PuH_{2}+N_{2}\ {\xrightarrow {250^{o}C}}\ 2PuN+H_{2}\uparrow }}}
- Не реагирует с холодной водой, но при 90 °C гидролизуется с выделением водорода и оксида и гидроксида плутония.